# Oa (planète fictive)
Oa est une planète fictive appartenant à l'univers DC. Elle est le quartier général du Corps des Green Lantern et est la planète d'origine des Gardiens de l'Univers.
Elle apparaît pour la première fois dans Green Lantern vol. 2 no 1 (août 1960), quand les Gardiens invoquent « l'énergie dupliquée » de Hal Jordan pour qu'ils puissent entendre parler de son origine.

## Historique
Oa est une petite planète désertique située au centre de l'Univers. Elle est éclairée par l'étoile Sto-Oa appelée « Lumière d'Oa » par les habitants de la planète. Elle ne comporte qu'une seule ville fondée par les Gardiens de l'Univers lors de leur arrivée après avoir quitté leur planète natale, Maltus. Il y a 3,5 milliards d'années, lorsque le scientifique Krona tente de découvrir la création de l'Univers, il crée par accident un univers sombre d'antimatière. Les Gardiens s'exilent alors sur Oa et décident de former une milice chargée de la protection et de la paix de l'Univers : les Manhunters.
Les Manhunters sont des androïdes constitués d'un alliage extraterrestre les rendant pratiquement indestructibles, ils sont remarquablement forts, peuvent voler, y compris dans l'espace, et possèdent une endurance phénoménale. Ils sont également munis de pistolets paralysants et sont soumis au code de conduite du corps de police et d'armée de Mars. Les Manhunters servent les Gardiens pendant plusieurs millénaires jusqu'à ce qu'ils ne les écoutent plus et suivent uniquement leur serment « Aucun mal n'échappera aux Manhunters ». Influencés par leur nouveau chef, N'Lasa, ils désertent leur secteurs et rejoignent Krona. Ils entreprennent alors de conquérir Oa et d'y prendre le pouvoir, déclenchant ainsi une guerre qui durera un millénaire résultant par la victoire des Oans et l'exil des Manhunters vers d'autres planètes. À la suite de cela les Oans se séparèrent. Une partie d'entre eux quitta Oa pour devenir les Contrôleurs, créant au XXe siècle les Darkstars (en) et l'autre resta sur Oa et créa un corps d'êtres vivants dotés de leur armement, les Hallas, prédécesseurs des Green Lantern, ainsi que les Poings des Gardiens, un trio de robots chargé d'appréhender les Green Lantern renégats.
Oa devient donc le Quartier Général du Corps des Green Lantern avec tout de même la Citadelle Planétaire, résidence les Gardiens de l’Univers. C'est aussi le lieu où sont formées les recrues, lorsqu’une recrue reçoit son anneau, elle est directement envoyée sur Oa afin d’être accueillie par un membre de la Garde d’Honneur et confiée à Kilowog pour apprendre à manier l’anneau.
Lorsqu'Hal Jordan est possédé par Parallax et devient fou après la destruction de Coast City, il s’en prend au Corps dans l’espoir de la reconstruire. Il tue plusieurs des Green Lanterns et la quasi-totalité des Gardiens avant de s’emparer de l’énergie contenue dans la Batterie Centrale. Ainsi, le Corps des Green Lantern s’éteint : Oa devint alors une planète dépeuplée et abandonnée, regorgeant de ruines et de cadavres.
Durant les évènements de Zero Hour, Oa sera détruite lors de l’affrontement entre Hal Jordan et Kyle Rayner. Une réaction en chaîne s’enclenche face au surplus d’énergie dégagé et Oa explose.
Après la mort présumée de Hal Jordan, Oa est reconstruite par Tom Kalmaku (en) et la Batterie Centrale est rechargée par Kyle Rayner, devenu Ion. C’est avec ces premières actions que débute la renaissance du Corps des Green Lantern.
Lors de Blackest Night, Oa est prise d’assaut par les Black Lanterns. Les défenses sont désactivées par Scar, un des Gardiens de l’Univers rallié à la cause des Black Lanterns, permettant ainsi au Corps de s’introduire dans les lieux. Tous les morts conservés au Mémorial Hall ressuscitent pour devenir des Black Lanterns. Les Green Lantern sont encerclés et ne peuvent empêcher l’ennemi de s’infiltrer sur Oa. Grâce aux héros de la Terre, à Hal Jordan et aux membres des autres Corps ils gagnent le combat, ceux-ci ont réussi à vaincre Nekron (en), chef des Black Lanterns.
Dans le futur, le Green Lantern Corps n’existe plus : Mogo est mort, il n'y donc plus moyen de distribuer les anneaux. Sodam Yat (en) est le dernier Green Lantern encore en vie et il réside dans une Oa en ruine où quasiment tous les grand monuments sont détruits.

## Composition
- La Citadelle : Résidence des Gardiens de l’Univers.
- La salle de réunion et de débriefing : lieu où les membres du Corps reçoivent leurs ordres de mission.
- Les installations de simulation des risques : salles d'entraînement des jeunes recrues.
- Le réfectoire : lieu de restauration. Le chef cuisinier peut cuisiner diverses spécialités venant des quatre coins de l’univers. Malgré tout, il a beaucoup de difficulté à reproduire la nourriture Terrienne.
- La salle du Grand Service :  bibliothèque et salle des archives géantes. On y trouve notamment le Livre d’Oa retraçant l’histoire du Corps (passée, présente et future).
- La Batterie Centrale : alimente toutes les batteries et les anneaux des Green Lantern.
- La Fonderie : Forge des anneaux Green Lantern et de la batterie Green Lantern. Elle se trouve sous terre à environ trois kilomètres de la batterie centrale et est gardé par une créature extraterrestre.
- Les Sciencells : prisons capables de retenir les plus dangereux criminels de l’univers.
- Quartiers privés : lieu où les Green Lantern peuvent récupérer entre deux missions ou avant de retourner chez eux.
- Le New Warrior : bar-restaurant construit par Guy Gardner quand il est venu s’installer définitivement sur Oa.
- Le Memorial Hall : lieu érigé en la mémoire des divers Green Lantern tombés au combat.

## Autres médias
- Oa apparaît dans les films d'animation : 
  - Green Lantern : Le Complot
  - Green Lantern : Les Chevaliers de l'Émeraude
  - Justice League vs. the Fatal Five
  - Justice League Dark: Apokolips War
  - Green Lantern: Beware My Power

- Oa apparaît dans les séries animées : 
  - Superman, l'Ange de Metropolis
  - La Ligue des justiciers (saison 1, épisodes 4 & 5 : Au Cœur de la nuit (1re partie et 2e partie))
  - La Nouvelle Ligue des justiciers (saison 1, épisode 7 : Le Retour de l'androïde)
  - Batman : L'Alliance des héros (5 épisodes)
  - Green Lantern: The Animated Series (5 épisodes)
  - Duck Dodgers (saison 1, épisode 9 : La lanterne verte)
  - Batman (saison 5, épisode 7 : L'anneau de la discorde)
  - DC Super Hero Girls (saison 2, épisode 9 : Conseil de discipline)
  - The Superman/Aquaman Hour of Adventure (en) (saison 1, épisode 3 : Green Lantern: Evil Is as Evil Does)
  - La Ligue des justiciers : Nouvelle Génération (saison 4, épisode 22 & 24 : La Recherche Commence et Zénith et Abysses)

- Oa apparaît dans le film : 
  - Green Lantern

- Oa apparaît dans la série télévisée: 
  - Legends of Tomorrow (saison 5, épisode 1 : Crisis on Infinite Earths : L'ultime combat)

- Oa apparaît dans les jeux vidéos : 
  - Mortal Kombat vs. DC Universe
  - DC Universe Online
  - Green Lantern : La Révolte des Manhunters
  - Lego Batman 3 : Au-delà de Gotham
  - Batman : L'Alliance des héros
  - Injustice 2
  - Injustice : Les dieux sont parmi nous
  - Lego DC Super-Vilains
  - DC Legends